# Evert Teunissen
Evert Teunissen (Arnhem, 30 januari 1930 – 28 februari 2025) was een Nederlands voetbaltrainer.

## Loopbaan

### Als voetballer
Teunissen was als voetballer kortstondig actief. Hij kwam uit voor ZVV Zaandam in de tweede klasse en BVC Bloemendaal. Van 1948 tot 1951 studeerde hij aan het CIOS in Overveen en daarna aan de Sporthochschule in Keulen. Na het vervullen van zijn dienstplicht, was hij onder andere werkzaam als gymnastiek- en judoleraar.

### Als trainer
In 1953 werd Teunissen trainer van ODIZ uit Zaandam en in 1953 werd hij jeugdtrainer bij De Volewijckers. Daardoor verloor hij de amateurstatus en werd in de profklasse geplaatst en mocht niet meer in de KNVB voetballen. In maart 1956 werd hij gepromoveerd tot hoofdtrainer bij De Volewijckers. Teunissen werkte in deze periode samen met voetballers als Hassie van Wijk en Ger Clement. De club kende veel jeugdig talent en kreeg daarom de bijnaam Mosveld-babies. Nadat een aantal spelers verkocht werd, besloot ook Teunissen de club te verlaten. Hij verkaste in 1959 naar FC Hilversum. Hij leidde dit team in 1961 naar de tweede plaats in de Tweede divisie, waarmee promotie werd afgedwongen.
Van 1962 tot 1967 was Teunissen als trainer en manager werkzaam bij De Graafschap. Hij behoedde de club voor terugplaatsing naar het amateurvoetbal. In 1966 was hij de eerste trainer ooit die met De Graafschap promoveerde naar de Eerste divisie. Vervolgens coachte hij de eerste teams van sc Heerenveen (1967–1969), SC Heracles (1969–1970) en Fortuna SC (1970–1972). Van 1972 tot 1974 was hij trainer van FC Den Haag, waarmee hij in de Europacup II uitkwam en vijfde werd in de Eredivisie. In 1974 werd Teunissen teruggehaald naar De Graafschap, met als belangrijkste opdracht een broodnodige verjonging door te zetten. Hij werkte met spelers als Ernie Brandts, Dick Schoenaker en Guus Hiddink. Nadat hij in oktober Hiddink in een thuiswedstrijd wisselde, volgde een conflict met de algemeen directeur Joop van de Klink waarbij Theunissen werd ontslagen.
Daarna was Teunissen, nadat hij voor het seizoen 1977 een overstap naar FK Bodø/Glimt afwees, in 1978 een seizoen werkzaam bij het Noorse Steinkjer FK. Vervolgens was hij werkzaam bij de Stichting Sportservice Gelderland en bij de KNVB; hij deed opleidingen en was vervolgens vijf jaar bondscoach van het Nederlands zaalvoetbalteam. Met Georg Kessler, Meg de Jongh en Joop Brand ontwikkelde hij het KNVB Jeugdplan Nederland. Hij ontwierp de cursus JVSL Van straat naar veld, speciaal bedoeld voor het vrijwillig kader bij de amateurverenigingen. In 1988 verscheen zijn Basisboek zaalvoetbal. Teunissen was in zijn Doetinchemse tijd de ontwerper van het logo van De Graafschap, het "g"tje. Voor sportartikelenfabrikant Quick leverde hij het idee voor een voetbalschoen uitgetest door onder anderen Johan Cruijff en Piet Keizer, welke later werd verkocht onder de naam Quick Talent. 

## Privéleven
Met zijn echtgenote was Teunissen sinds 1976 de eigenaar van sauna DUG OUT in Doetinchem. Sinds de dood van Kees Rijvers op 4 maart 2024 op 97-jarige leeftijd was Teunissen de oudste nog levende oud-trainer in het betaalde voetbal. Evert Teunissen overleed in 2025 op 95-jarige leeftijd.